# Arnultovice (Rudník)

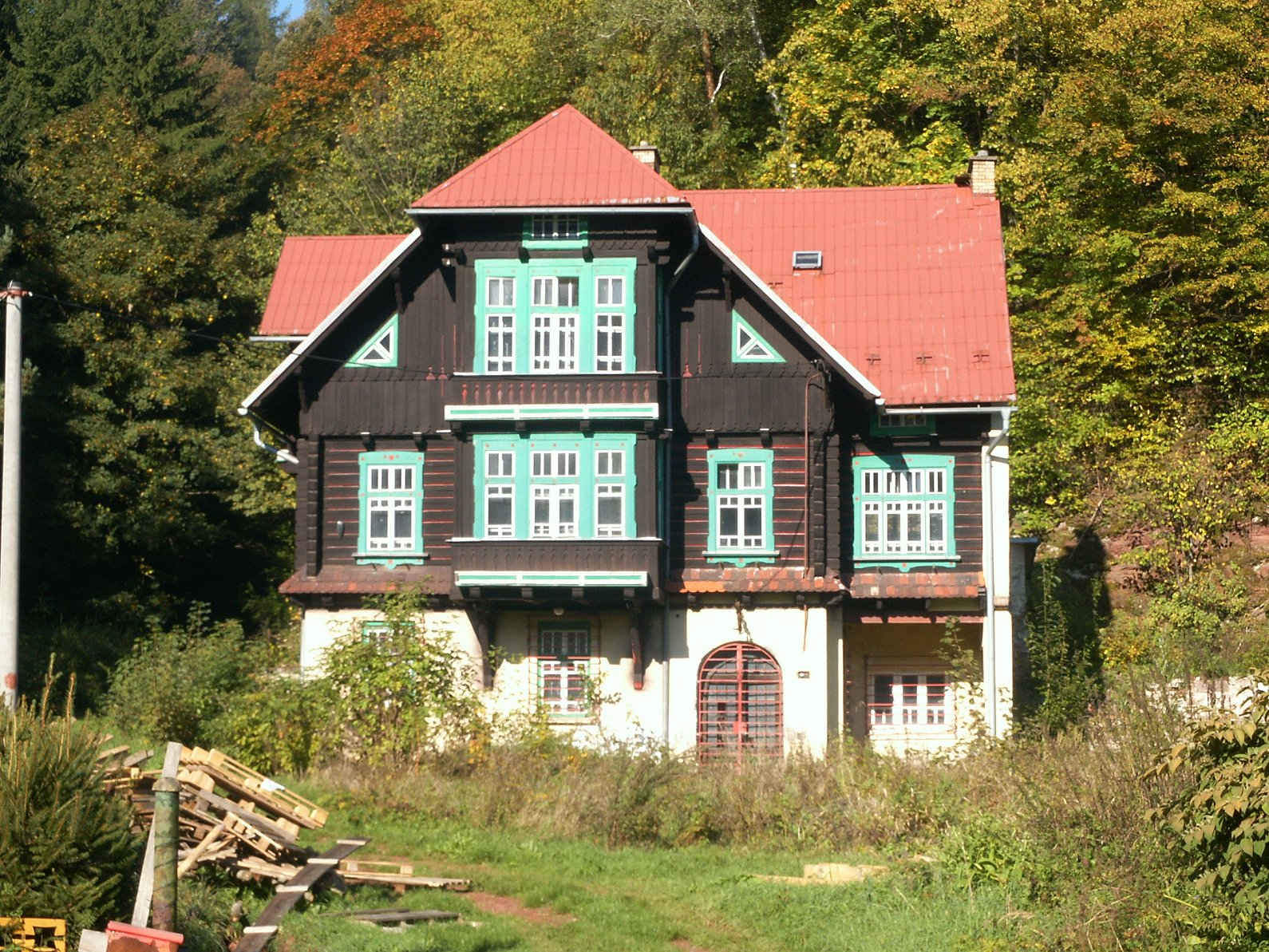
Haus nr.6

Arnultovice, bis 1980 auch Hostivín (deutsch Arnsdorf) ist ein Ortsteil und Katastralbezirk der Gemeinde Rudník in Tschechien. Er liegt unmittelbar nördlich von Hostinné und gehört zum Okres Trutnov.

## Geographie
Arnultovice erstreckt sich im Riesengebirgsvorland zwischen Rudník und Hostinné im Tal der Čistá (Lauterwasser). Nördlich erheben sich die Pastvina (502 m) und der Soví vrch, im Nordosten die Červená výšina (Rote Höhe, 519 m), östlich die Hubertova výšina (482 m), westlich der Šebestián (450 m) und im Nordwesten die Planinka (Scheibenberg, 495 m). Durch den Ort führt die Straße II/325 zwischen Rudník und Hostinné.
Nachbarorte sind Terezín und Rudník im Norden, Leopoldov im Nordosten, Čermná und Podhájí im Osten, Karlovka und Podháj im Südosten, Hostinné im Süden, Hlinský Vrch und Dobrá Mysl im Südwesten, Prosečné im Westen sowie Malý Lánov im Nordwesten.

## Geschichte
Es wird angenommen, dass das Dorf zwischen 1260 und 1270 zeitgleich mit der Stadt Arnow gegründet wurde und sein Ortsname mit dieser einen gemeinsamen Ursprung hat. Die erste schriftliche Erwähnung von Arnsdorf bzw. Arnstorph erfolgte jedoch erst 1437, als Hynek Kruschina von Lichtenburg nach der Ermordung seines jüngeren Bruders Johann die Herrschaft Arnau in der böhmischen Landtafel überschrieben bekam. Im Jahre 1507 wurde der Ort als Arssdorff bezeichnet. 1521 kaufte Zdeněk von Waldstein die Herrschaft Arnau mit allem Zubehör von Johann von Wartenberg. Unter Georg von Waldstein († 1584), der die Herrschaft 1548 übernahm, hielt die Reformation Einzug. Aus dem Jahre 1565 ist die Namensform Arnsdorff überliefert. 1590 erfolgte eine Teilung der Herrschaft, bei der Hannibal von Waldstein († 1622) nach dem Tode seiner Brüder die Dörfer Arnsdorff, Hermannseifen und Polkendorf erhielt und daraus das Allodialgut Hermannseifen bildete. Als Herrschaftssitz ließ er zu Beginn des 17. Jahrhunderts in Nieder Hermannseifen nach der Grenze zu Arnsdorf ein Schloss errichten. Die Herrschaft blieb bis 1706 im Besitz des Geschlechts von Waldstein, danach erwarben die Fürsten zu Schwarzenberg das Gut und schlossen es an ihre Herrschaft Wildschütz an. 1713 wurde der Ort als Ahrnsdorff und 1716 als Ernstorff bezeichnet. Im Laufe des 18. Jahrhunderts hielt die Leineweberei als bedeutsame Erwerbsgrundlage Einzug. Johann Fürst von Schwarzenberg tauschte 1789 die Herrschaft Wildschütz mit dem angeschlossenen Gut Hermannseifen bei Kaiser Joseph II. gegen Borovany ein. 1790 kaufte der im selben Jahre als Johann Freiherr von Silberstein geadelte Arnauer Textilfabrikant Johann Franz Theer die Herrschaft, dabei wurde der Ort als Arnsdorf erwähnt. Im Jahre 1808 erwarb sein Sohn Franz Freiherr von Silberstein die Güter. Dieser ließ 1813 unterhalb des alten Schlosses Hermannseifen an der Grenze zu Arnsdorf ein von einem prächtigen Park umgebenes neogotisches Schloss errichten. Mit dem Erbvertrag von 1815 wurde das Gut Hermannseifen von der Herrschaft Wildschütz abgetrennt und ging an Josef Karl Freiherr von Silberstein über. Im Jahre 1834 bestand Arnsdorf aus 60 Häusern und hatte 419 Einwohner. Im Dorf befand sich der verpachtete Meierhof Hüttenhof und eine zur Herrschaft Arnau gehörige Mühle. Gepfarrt war das Dorf nach Arnau. Bis zur Mitte des 19. Jahrhunderts war der überwiegende Teil des Dorfes zum Allodialgut Hermannseifen untertänig, ein geringer Anteil mit der Mühle gehörte zur Herrschaft Arnau.
Nach der Aufhebung der Patrimonialherrschaften bildete Arnsdorf / Arnultovice t. Hostivín ab 1850 einen Ortsteil der Gemeinde Hermannseifen im Gerichtsbezirk Arnau bzw. im Bezirk Hohenelbe. 1866 entstand die Gemeinde Arnsdorf. Im Jahre 1879 verkaufte Adolf von Silberstein das Gut Hermannseifen mit allem Zubehör an Friedrich Wihard aus Liebau in Schlesien. Dieser veräußerte es 1880 an den Textilfabrikanten Johann Adam Kluge. Nach der Gründung der Tschechoslowakei wurde die Gemeinde 1922 dem neuen Gerichtsbezirk Arnau zugeordnet. Im Jahre 1930 hatte Arnsdorf 539 Einwohner, 1939 waren es 564. Infolge des Münchner Abkommens wurde Arnsdorf 1938 dem Deutschen Reich angeschlossen und gehörte bis 1945 zum Landkreis Hohenelbe. Nach dem Zweiten Weltkrieg kam der Ort zur Tschechoslowakei zurück. Infolge der Vertreibung deutscher Bewohner ging die Einwohnerzahl stark zurück. Nach der Aufhebung des Okres Vrchlabí wurde die Gemeinde Arnultovice t. Hostivín mit Beginn des Jahres 1961 dem Okres Trutnov zugeordnet. Am 1. Juli 1970 wurde Arnultovice t. Hostivín an den Örtlichen Nationalausschuss Rudník angeschlossen und am 1. März 1980 gänzlich eingemeindet. Mit der Eingemeindung wurde auch der Alternativname Hostivín abgelegt. Im Jahre 1991 hatte der Ort 319 Einwohner. Beim Zensus von 2001 wurden 89 Wohnhäuser und 302 Einwohner gezählt.

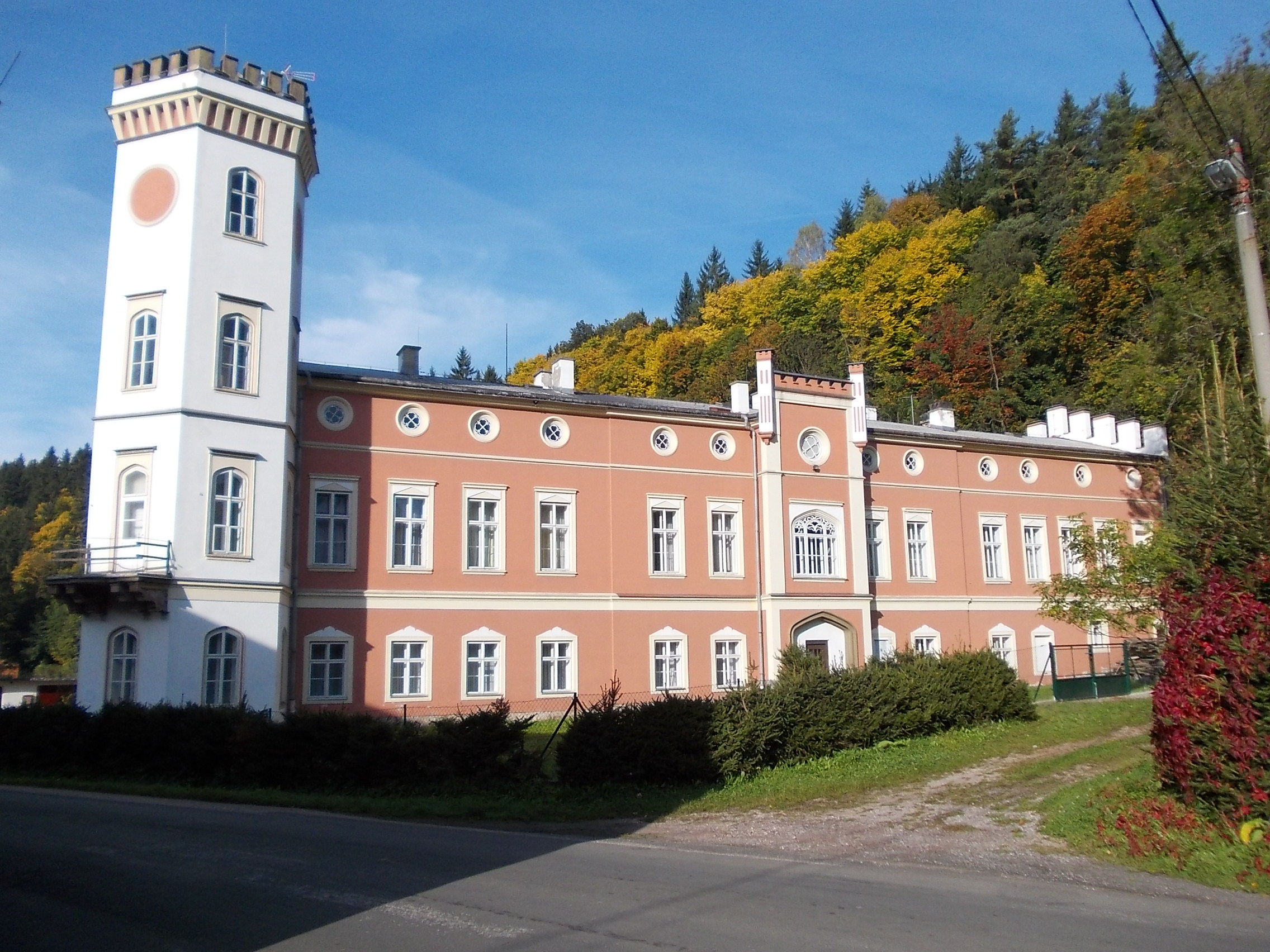
Rudník – Neues Schloss

## Sehenswürdigkeiten
- Neues Schloss Rudník, errichtet 1813 für Johann Franz Theer, wegen seiner Lage an der Ortsgrenze zwischen Nieder Hermannseifen und Arnsdorf wurde es früher als Arnsdorfer Schloß bezeichnet. Der zweigeschossige zweiflügelige Bau mit einem polygonalen Turm erhielt sein heutiges neogotisches Aussehen beim Umbau von 1858. Er dient heute als Hotel
- Kapelle

## Söhne und Töchter des Ortes
- Alexius Meinrad Nossek (1891–1946), Zisterzienserpater und Mundartdichter des Riesengebirges